# Spasojević
Spasojević, Spasojewić (Спасојевић) – serbskie nazwisko patronimiczne oznaczające „potomek Spasoja”.
Spasoje to imię południowosłowiańskie co oznacza „ten, który ocali” (od spasiti – ocalić).

## Encyklopedyczne osoby noszące nazwisko Spasojević
- Anja Spasojević – serbska siatkarka
- Ilija Spasojević – czarnogórski piłkarz
- Teofilo Spasojević – jugosłowiański piłkarz